# ريكاردو غوميز (لاعب كرة قدم)
ريكاردو غوميز (بالإنجليزية: Ricardo Gómez)‏ هو لاعب كرة قدم أمريكي في مركز الوسط، ولد في 14 نوفمبر 1995 في غينسفيل في الولايات المتحدة. لعب مع نادي تورمينتا.